# Liste der Gesundheitssenatoren von Bremen
Dies ist eine Liste der Gesundheitssenatoren der Freien Hansestadt Bremen.

## Senatoren vor 1945, die auch für das Gesundheitswesen zuständig waren
- Albert von Spreckelsen (Deutsche Volkspartei, DVP), von 1920 bis 1925, 1925 bis 1928 und 1928 bis 1933 auch für das Medizinalwesen zuständig.
- Erich Vagts (DNVP), von März bis Oktober 1933
- Theodor Laue (NSDAP), Senator für Recht, Polizei und innere Verfassung, von Oktober 1933 bis 1937 auch für das Gesundheitswesen zuständig.
- Karl Hermann Otto Heider (NSDAP), Senator für Arbeit-, Wohlfahrts- und Medizinalwesen von 1933 bis Oktober 1934.

## Gesundheitssenatoren seit 1945
| Name                                                              | Amtsantritt                                       | Senat                           | Partei                 |
| Senator für Gesundheit                                            | Senator für Gesundheit                            | Senator für Gesundheit          | Senator für Gesundheit |
| ----------------------------------------------------------------- | ------------------------------------------------- | ------------------------------- | ---------------------- |
| Käthe Popall                                                      | 23. Juli 1945 1. August 1945                      | Senat Vagts Kaisen I            | KPD                    |
| Senator für Gesundheit und Wohlfahrt                              |                                                   |                                 |                        |
| Käthe Popall                                                      | 28. November 1946                                 | Kaisen II                       | KPD                    |
| Adolf Ehlers                                                      | 28. März 1947                                     | Kaisen II                       | SPD                    |
| Senator für Gesundheit                                            |                                                   |                                 |                        |
| Hans Meineke                                                      | 22. Januar 1948                                   | Kaisen III                      | BDV                    |
| Senator für Wohlfahrt und Gesundheit                              |                                                   |                                 |                        |
| Johannes Degener                                                  | 29. November 1951 28. Dezember 1955               | Kaisen IV Kaisen V              | CDU                    |
| Karl Krammig                                                      | 8. Oktober 1958                                   | Kaisen V                        | CDU                    |
| Senator für Arbeit und Gesundheit                                 |                                                   |                                 |                        |
| Karl Weßling                                                      | 21. Dezember 1959 26. November 1963 20. Juli 1965 | Kaisen VI Kaisen VII Dehnkamp   | SPD                    |
| Senator für Gesundheit                                            |                                                   |                                 |                        |
| Karl Weßling                                                      | 28. November 1967                                 | Koschnick I                     | SPD                    |
| Karl-Heinz Jantzen                                                | 16. Oktober 1968                                  | Koschnick I                     | SPD                    |
| Senator für Gesundheit und Umweltschutz                           |                                                   |                                 |                        |
| Albert Müller                                                     | 15. Dezember 1971                                 | Koschnick II                    | SPD                    |
| Herbert Brückner                                                  | 3. November 1975 7. November 1979                 | Koschnick III Koschnick IV      | SPD                    |
| Senator für Gesundheit und Sport                                  |                                                   |                                 |                        |
| Herbert Brückner                                                  | 10. November 1983 18. September 1985              | Koschnick V Wedemeier I         | SPD                    |
| Henning Scherf (kommissarisch)                                    | 1. Februar 1987                                   | Wedemeier I                     | SPD                    |
| Senator für Gesundheit                                            |                                                   |                                 |                        |
| Henning Scherf (kommissarisch)                                    | 15. Oktober 1987                                  | Wedemeier II                    | SPD                    |
| Vera Rüdiger                                                      | 26. Januar 1988                                   | Wedemeier II                    | SPD                    |
| Claus Grobecker (kommissarisch)                                   | 12. Oktober 1991                                  | Wedemeier II                    | SPD                    |
| Senator für Gesundheit, Jugend und Soziales                       |                                                   |                                 |                        |
| Sabine Uhl                                                        | 11. Dezember 1991                                 | Wedemeier III                   | SPD                    |
| Irmgard Gaertner                                                  | 25. März 1992                                     | Wedemeier III                   | SPD                    |
| Sabine Uhl (kommissarisch)                                        | 28. Februar 1994                                  | Wedemeier III                   | SPD                    |
| Irmgard Gaertner                                                  | 16. März 1994                                     | Wedemeier III                   | SPD                    |
| Senator für Frauen, Gesundheit, Jugend, Soziales und Umweltschutz |                                                   |                                 |                        |
| Christine Wischer                                                 | 4. Juli 1995                                      | Scherf I                        | SPD                    |
| Senator für Arbeit, Frauen, Gesundheit, Jugend und Soziales       |                                                   |                                 |                        |
| Hilde Adolf                                                       | 7. Juli 1999                                      | Scherf II                       | SPD                    |
| Christine Wischer (kommissarisch)                                 | 16. Januar 2002                                   | Scherf II                       | SPD                    |
| Karin Röpke                                                       | 20. März 2002 4. Juli 2003 8. November 2005       | Scherf II Scherf III Böhrnsen I | SPD                    |
| Willi Lemke (kommissarisch)                                       | 12. Oktober 2006                                  | Böhrnsen I                      | SPD                    |
| Ingelore Rosenkötter                                              | 2. November 2006 29. Juni 2007                    | Böhrnsen I Böhrnsen II          | SPD                    |
| Senator für Bildung, Wissenschaft und Gesundheit                  |                                                   |                                 |                        |
| Renate Jürgens-Pieper                                             | 30. Juni 2011                                     | Böhrnsen III                    | SPD                    |
| Senator für Gesundheit                                            |                                                   |                                 |                        |
| Hermann Schulte-Sasse                                             | 13. Dezember 2012                                 | Böhrnsen III                    | parteilos              |
| Senator für Wissenschaft, Gesundheit und Verbraucherschutz        |                                                   |                                 |                        |
| Eva Quante-Brandt                                                 | 15. Juli 2015                                     | Sieling                         | SPD                    |
| Senator für Gesundheit, Frauen und Verbraucherschutz              |                                                   |                                 |                        |
| Claudia Bernhard                                                  | 15. August 2019 5. Juli 2023                      | Bovenschulte I Bovenschulte II  | Linke                  |